# Road Rash 2
Road Rash 2 ist das zweite Spiel der Road-Rash-Rennspielreihe von Electronic Arts. Es wurde ursprünglich 1992 für Sega Mega Drive veröffentlicht. Es verwendet die Engine und Sprites des direkten Vorgängers und fügt dem Spielprinzip einige neue Funktion wie Motorräder mit Lachgaseinspritzung und eine neue Waffe hinzu. 2000 wurde das Spiel von 3d6 Games auf den Game Boy Color portiert. 2019 wurde es als Teil der Spielesammlung mit dem Mega Drive Mini veröffentlicht.

## Spielprinzip

Bildschirmaufbau von Road Rash 2

In Road Rash 2 nimmt der Spieler wie im Vorgänger als Fahrer an illegalen Motorrad-Wettrennen teil. Es gibt fünf Rennszenarien, die in unterschiedlichen US-Staaten (Hawaii, Arizona, Tennessee, Alaska und Vermont) stattfinden. Der Spieler muss jedes Rennen auf dem dritten Platz oder besser abschließen, um in die nächste Rennstufe aufzusteigen. Zusätzliche Herausforderungen entstehen durch Hindernisse und langsamere Verkehrsteilnehmer. Außerdem muss der Spieler Attacken anderer Rennteilnehmer und Motorrad-Polizisten überstehen, ohne dass das Motorrad dabei vollständig beschädigt oder die Spielfigur verhaftet wird. Hat der Spieler alle Rennen in allen Rennstufen erfolgreich abgeschlossen, gilt das Spiel als beendet.:3 Insgesamt gibt es fünf Rennstufen; mit jeder Stufe verlängert sich die Rennstrecke und die Gefährlichkeit der Straßen und Gegner nimmt zu.:17–18 Ebenso erhöhen sich die Strafen und Reparaturkosten für die Motorräder.:3
Der Spieler betrachtet das Rennen aus einer fest eingestellten Verfolgerperspektive. Die Tastenbelegung des Gamepads erlaubt es während des Rennens – neben der Richtungsbewegung durch das D-Pad – zu beschleunigen, zu bremsen und nebenher fahrende Rennteilnehmer zu attackieren. In Kombination mit dem D-Pad setzt die Spielfigur zu einem Tritt oder einem Faustschlag an. Einige Fahrer besitzen einen Knüppel oder Ketten als Waffen, die der Spieler ihnen bei zeitlich passend gesetztem Angriffsbefehl abnehmen und selbst verwenden kann. Ebenso können sie ihm wieder abgenommen werden.:2, 10–14 Jede Figur einschließlich der Spielerfigur besitzt einen Ausdauerbalken. Sinkt der dieser auf null herab, bspw. in Folge von Attacken, stürzt die Figur vom Motorrad. Gleiches kann passieren, wenn das Motorrad gegen ein Hindernis in Form von herumliegenden Felsbrocken, Autos, herumstehende Tiere oder andere Landschaftsmerkmale gelenkt wird.:3 Das Motorrad kann dabei Schaden nehmen und die Figur muss zu ihrem liegengebliebenen Motorrad zurückrennen. Dabei kann sie von anderen Rennteilnehmern und Autos umgefahren oder von einem Polizisten verhaftet werden. In letzterem Fall gilt das Rennen als nicht erfolgreich beendet. Für die Festnahme wird eine Geldbuße verhängt.:10–14
Der Spieler beginnt das Spiel mit einer Barschaft von 1.000 US-Dollar. Für jeden Sieg erhält er einen Geldpreis, der mit zunehmendem Rennlevel steigt.:10–14 Aus dem Hauptmenü heraus kann der Spieler sein Geld in einem Motorrad-Shop für leistungsfähigere Maschinen ausgeben.:4–9, 15–17 Zur Auswahl stehen 15 Motorräder in drei Leistungsklassen. Als weitere Neuerung zum Vorgänger sind einige Motorräder mit einem begrenzten Lachgasvorrat („Nitro“) ausgestattet, der kurzzeitig einen zusätzlichen Geschwindigkeitszuwachs verleiht, wenn der Spieler die Beschleunigungstaste zweimal kurz nacheinander drückt. Das Motorrad hat einen eigenen Zustandsbalken, der sich bei jedem Crash reduziert. Sinkt der Balken auf null, gilt das Motorrad als zerstört und das Rennen ist ebenfalls sofort erfolglos beendet. Die notwendigen Reparaturkosten werden dem Spieler vom Vermögen abgezogen. Kann der Spieler seine Reparaturkosten oder Strafzettel nicht mehr begleichen, ist das Spiel für ihn vorzeitig beendet (Game over).:2, 10–14 Das Spiel besitzt keine Speicherplatz-Funktion. Stattdessen erhält der Spieler am Ende eines erfolgreichen Rennens ein Passwort, mit dem er sein Spiel an dieser Stelle wieder aufnehmen kann.:4–9
Road Rash 2 besitzt einen Zwei-Spieler-Modus, der entweder ein abwechselndes Spielen (Hot Seat) oder gleichzeitige Rennen über einen Splitscreen erlaubt. In letzterem besteht wiederum die Wahl zwischen zwei Varianten: dem regulären Rennmodus gegeneinander und ein Feld computergesteuerter Fahrer, was dem Einzelspielermodus entspricht. Alternativ der Modus „Mano a Mano“, in dem die beiden Spieler die einzigen Rennteilnehmer sind. Sie können sich vor dem Rennen eine Waffe auswählen, gewinnen und verlieren aber kein Geld. Die Polizei ist auch in diesem Modus als Hindernis und Gegenspieler vertreten.:4–9

## Entwicklung
Der Soundtrack des Spiels stammt von Rob Hubbard, mit zusätzlichen Beiträgen von Don Veca. Road Rash 2 wurde im Dezember 1992 in Nordamerika veröffentlicht. Auf der Retrokonsole Sega Mega Drive Mini aus dem Jahr 2019 gehörte das Spiel zur vorinstallierten Auswahl an emulierten Mega-Drive-Titeln.

## Rezeption
Road Rash 2 wurde positiv aufgenommen, wenngleich die geringen Neuerungen im Vergleich zum Vorgänger von manchen Testern bemängelt wurden. Gelobt wurde dagegen die Einführung des Zwei-Spieler-Modus. Gideon von der amerikanischen Zeitschrift GamePro bezeichnete den zweiten Teil daher „als eine bemerkenswerte Verbesserung eines zuvor bereits hervorragenden Spiels“.

„Der Lustgewinn, gleichzeitig dem Gegenverkehr auszuweichen, eine Steilkurve optimal zu erwischen und dabei noch einen Gegner aus dem Sattel zu hieven, ist nach wie vor phänomenal. Das gute Fahrgefühl und die detailreiche 3D-Grafik gabs freilich schon bei Road Rash 1. Der Kauf der Fortsetzung lohnt sich wirklich nur, wenn Ihr auf den Zwei-Spieler-Modus extrem scharf seid. Schade, daß sich Electronic Arts für seine Fortsetzungsmodule nicht mehr neue Features einfallen läßt.“

„Road Rash 2 räumt mit dem Sinnbild des friedlich-romantischen Bikers tüchtig auf. Was jedoch als zusätzliches Spielelement dem ansonsten ziemlich durchschnittlichen Renneinerlei mehr Würze verleihen soll, nervt bald. Rennen pur, dafür mehr Pisten und ein Meisterschaftsmodus hätten dem Modul besser getan. Denn die immer gleichen fünf Strecken hat auch der härteste Hobel-Freund bald satt, die zuckelige Grafik […] und der müde Sound drücken zudem ordentlich auf die Wertung. Zu seiner Zeit war der erste Teil wesentlich innovativer.“